# Crocothemis divisa
Crocothemis divisa – gatunek ważki z rodziny ważkowatych (Libellulidae). Występuje w Afryce Subsaharyjskiej i jest szeroko rozpowszechniony – od Senegambii na wschód po Sudan i Sudan Południowy oraz na południe po północną RPA, także na Madagaskarze.
W RPA imago lata od grudnia do końca marca. Długość ciała 40–41 mm. Długość tylnego skrzydła 30–31 mm.